# Disco Elysium
Disco Elysium est un jeu vidéo de rôle développé et édité par le studio estonien ZA/UM. Le jeu est sorti le 15 octobre 2019 sur Windows, puis le 30 mars 2021 sur PlayStation 4, Playstation 5 et Google Stadia et le 12 octobre 2021 sur Xbox One, Xbox Series et Nintendo Switch.
Disco Elysium suit un détective dérangé se réveillant tout juste d'une gueule de bois, sans aucun souvenir de qui il est ni du monde qui l'entoure. Alors qu'il doit enquêter sur un meurtre aux côtés d'un inspecteur d'un autre commissariat, le joueur peut également tenter de reconstituer l'identité du détective et découvrir ce qui l'a conduit à cet état. Disco Elysium est un jeu de rôle non conventionnel qui comporte très peu de combats. Au lieu de cela, les événements sont résolus par des jets de dés et de longs dialogues, utilisant un système de 24 compétences représentant les différents aspects et traits de personnalité du protagoniste, chacune d'entre elles pouvant s'adresser directement au joueur pour influencer sa décision. Le jeu est basé sur un jeu de rôle sur table que Kurvitz avait déjà créé, avant de former ZA/UM en 2016 pour l'adapter en jeu vidéo. C'est la deuxième fois que le cadre d'Elysium est exploré après le roman Sacred and Terrible Air, publié en 2013.
Disco Elysium fût acclamé à sa sortie, gagnant de nombreux prix, notamment aux Games Award 2019 (meilleur jeu indépendant, meilleure narration, meilleur jeu de rôle, meilleur premier jeu indépendant). Il est désormais largement considéré comme l’un des meilleurs jeux vidéo de tous les temps,,,, et l’un des meilleurs exemples des jeux vidéo comme forme d'art.

## Trame

### Univers
Le jeu se déroule dans le monde d'Elysium, plus précisément dans le quartier de Martinaise à Révachol, qui a récemment vécu une guerre civile et souffre d'une pauvreté extrême. Durant sa conception, les développeurs ont particulièrement prêté attention à l'histoire politique et économique de Révachol, se basant sur la théorie matérialiste de Marx et Engels.
Elysium est en partie dévoré par une substance nommé "l'Intangible", qui sépare les différentes îles du monde et menace de s'étendre pour les détruire. Le jeu fait plusieurs références à des phénomènes surnaturels ou religieux, sans confirmer pour la plupart s'ils sont bien réels ou non.
Robert Kurvitz a précisé dans une interview que l'équipe avait imaginé plus de 6000 ans d'histoire pour Elysium et que seule une partie infime était présente dans le jeu.

### Scénario
Le joueur incarne un policier amnésique qui se réveille dans une chambre d'hôtel, après une soirée bien arrosée. Il rencontre Kim Kitsuragi, un policier issu d'un autre commissariat, qui lui apprend qu'ils doivent travailler ensemble pour résoudre le meurtre d'un mercenaire dans le contexte d'une grève.
Le joueur est amené non seulement à résoudre le meurtre en question et à rechercher ses souvenirs, mais également à tenter de naviguer les conflits entre grévistes et patrons, à rechercher l'histoire de Révachol, et à venir en aide à un cryptozoologiste dans sa recherche.
A travers ses choix, le joueur peut modeler la personnalité du protagoniste, notamment en lui permettant de s'identifier à une idéologie politique (communisme, fascisme, ultralibéralisme et moralisme) et à un archétype de policier, dont le Flic Désolé et le Flic Superstar.

## Système de jeu
Disco Elysium est un jeu de rôle à la conception très particulière. Mélangeant le jeu de rôles textuel avec le point and click, le jeu s'inspire des jeux de rôles traditionnels avec les dés à lancer. Le joueur peut notamment choisir et développer des compétences pour son personnage, comme la force physique, le charisme, ou sa connaissance historique.
Les compétences du joueur peuvent également communiquer avec le joueur dans un « dialogue intérieur » ce qui arrive aléatoirement selon les dialogues choisi et les capacités les plus développés
Même si les combats sont absents, il est possible de mourir si on fait des mauvais choix au cours de la partie. Il est d'ailleurs possible de mourir en tout début de partie.
Sur macOS ou Windows, Disco Elysium se joue principalement à la souris. À la manière d'un point and click, le joueur contrôle le personnage principal en le menant vers les points d'intérêt ou les personnages à interroger.

## Développement
Le développement débute en 2016 par le studio de développement indépendant estonien ZA/UM, avec une équipe de rédaction composée de huit écrivains. Le titre original était No Truce with the Furies (« pas de trêve avec les furies »), mais il a été renommé en 2018. Pendant le développement, ZA/UM a déménagé d'Estonie à Londres, en Angleterre. L'écrivain et concepteur principal de Disco Elysium est Robert Kurvitz, romancier et musicien carélien-estonien, qui avait précédemment créé l'univers du jeu pour un jeu de rôle sur table,. La bande-son est composée par le groupe de rock British Sea Power.

## Accueil

### Critique
Disco Elysium reçoit un excellent accueil critique, l'agrégateur Metacritic lui donnant 91/100. La version Final Cut reçoit elle une note de 97/100, en faisant ainsi le numéro 1 au classement Metacritic des meilleurs jeux PC de tous les temps.

### Récompenses
En décembre 2019, Disco Elysium remporte une récompense dans chacune des trois catégories où il est nommé aux Game Awards : meilleure narration, meilleur jeu indépendant, meilleur jeu de rôle, et un autre prix hors des Game Awards, meilleur premier jeu d'un studio indépendant.

## Autour du jeu
En 2021, Robert Kurvitz et Aleksander Rostov quittent le studio ZA/UM dans des conditions conflictuelles. Les deux co-créateurs ont annoncé qu’ils allaient entamer des poursuites contre les actionnaires majoritaires de l’entreprise. Celle-ci a affirmé en retour que leur départ étaient en fait un licenciement pour de graves fautes professionnelles, dont des faits de harcèlement moral.